# Sérgio Manoel
Sérgio Manoel Júnior, detto Sérgio Manoel (Santos, 2 marzo 1972), è un ex calciatore brasiliano, di ruolo centrocampista.

## Caratteristiche tecniche
Gioca come centrocampista. Ha una buona capacità realizzativa su calcio piazzato.

## Carriera

### Club
Iniziò la sua carriera professionistica nel Santos Futebol Clube ma si impose all'attenzione del pubblico brasiliano giocando per il Botafogo quando vinse il Campeonato Brasileiro Série A 1995, risultato che gli valse la convocazione in Nazionale.
Fece anche parte del "Dream Team" del Cruzeiro nel 2001, insieme a Edmundo, Rincón e Alex, tra gli altri. Successivamente giocò per Coritiba, Portuguesa, Figueirense e Independiente, América-RJ e Volta Redonda, dove rincontrò l'ex compagno di squadra dei tempi del Botafogo Túlio Maravilha, e nel 2006 partecipò alla promozione del Náutico al Campeonato Brasileiro Série A. Tornò brevemente al Botafogo prima di giocare nel Náutico. Nel 2007, tornò al Volta Redonda, militante nel Campionato Carioca. Nello stesso 2007, giocò anche per il Ceará nel corso del Campeonato Brasileiro Série B. Dal 2008 al 2009 ha giocato nel Clube Atlético Bragantino, con cui ha concluso la sua carriera agonistica.

### Nazionale
Con la Nazionale di calcio del Brasile venne convocato alla CONCACAF Gold Cup 1998. In tutto ha collezionato 4 presenze con la maglia del Brasile.

## Palmarès

### Club

#### Competizioni statali
- Campionato Catarinense: 1

Figueirense: 2004

#### Competizioni interstatali
- Torneo Rio-San Paolo: 1

Botafogo: 1998

#### Competizioni nazionali
- Campionato brasiliano: 1

Botafogo: 1995